# Hyale pygmaea
Hyale pygmaea is een vlokreeftensoort uit de familie van de Hyalidae. De wetenschappelijke naam van de soort is voor het eerst geldig gepubliceerd in 1950 door Ruffo.